# Matt Zaba
Matthew „Matt“ Zaba (* 14. Juli 1983 in Yorkton, Saskatchewan) ist ein ehemaliger kanadischer Eishockeytorwart, der in Europa für den HC Bozen und für die Vienna Capitals in der multinationalen EBEL aktiv war.

## Karriere
Matt Zaba begann seine Karriere im Juniorenbereich bei den Yorkton Mallers, Penticton Panthers und den Vernon Vipers. Zwischen 2003 und 2007 spielte er mit Erfolg für das Colorado College in der WCHA und wurde 2004 in das All-Rookie-Team der Liga gewählt. Zuvor wurde er während des NHL Entry Draft 2003 von den Los Angeles Kings ausgewählt, die seine Rechte später an die New York Rangers abgaben.
Nach dem Ende seiner Collegezeit spielte Zaba für die Charlotte Checkers und Idaho Steelheads in der ECHL, ehe ihn die Rangers 2008 in ihr Farmteam, das Hartford Wolf Pack aus der American Hockey League, holten. Beim Wolf Pack absolvierte er in der Folge mehr als 70 AHL-Spiele und wurde im Februar 2009 als Torhüter des Monats ausgezeichnet. Im Januar 2010 kam Zaba sogar zu einem NHL-Einsatz für die Rangers.
Im Sommer 2010 wechselte Zaba, nachdem sein Vertrag bei den Rangers ausgelaufen war, in die erste italienische Liga zum HC Bozen und absolvierte zwei sehr erfolgreiche Saisons bei den Südtirolern, die im Meistertitel 2012 gipfelten. Durch diesen Erfolg und die gezeigten Leistungen wurden weitere europäische Vereine auf Zaba aufmerksam und dieser entschied sich für ein Angebot der Vienna Capitals aus der multinationalen EBEL. Wegen Knieproblemen und anschließender Hüft-Operation beendete Zaba 2015 seine Karriere als Eishockeytorwart. Anschließend wurde er Torwarttrainer beim Colorado Rampage Hockey Club.

## Erfolge und Auszeichnungen
- 2003 Most Valuable Player der BCHL
- 2003 Bester Torhüter der BCHL
- 2004 WCHA All-Rookie-Team
- 2009 AHL-Torhüter des Monats (Februar)
- 2011 Bester Gegentorschnitt der Serie A1
- 2011 Beste Fangquote der Serie A1
- 2012 Italienischer Meister mit dem HC Bozen
- 2012 Bester Gegentorschnitt der Serie A1
- 2013 Österreichischer Vizemeister mit den Vienna Capitals
- 2013 Bester Gegentorschnitt der EBEL
- 2015 Österreichischer Vizemeister mit den Vienna Capitals

## Karrierestatistik
(Legende zur Torhüterstatistik: GP oder Sp = Spiele insgesamt; W oder S = Siege; L oder N = Niederlagen; T oder U oder OT = Unentschieden oder Overtime- bzw. Shootout-Niederlage; Min. = Minuten; SOG oder SaT = Schüsse aufs Tor; GA oder GT = Gegentore; SO = Shutouts; GAA oder GTS = Gegentorschnitt; Sv% oder SVS% = Fangquote; EN = Empty Net Goal; 1 Play-downs/Relegation; Kursiv: Statistik nicht vollständig)